# Dalechampia arciana
Dalechampia arciana är en törelväxtart som beskrevs av Henri Ernest Baillon. Dalechampia arciana ingår i släktet Dalechampia och familjen törelväxter. Inga underarter finns listade i Catalogue of Life.